# جولي ستيفنز (ممثلة)
جولي ستيفنز (بالإنجليزية: Julie Stevens)‏ هي ممثلة أمريكية، ولدت في 23 نوفمبر 1916، وتوفيت في 26 أغسطس 1984.

## وصلات خارجية
- جولي ستيفنز (ممثلة) على موقع IMDb (الإنجليزية)